# Dunkleosteus denisoni
A Dunkleosteus denisoni a Placodermi osztályának Arthrodira rendjébe, ezen belül a Dunkleosteidae családjába tartozó faj.

## Tudnivalók
A Dunkleosteus denisoni fajból eddig csak egy kis csontos lemez került elő. Ez a csontos lemez a háti rész közepén ült. A lemez alakja a Dunkleosteusokéra hasonló, de sokkal kisebb méretű.

## Fordítás
- Ez a szócikk részben vagy egészben  a   Dunkleosteus című angol Wikipédia-szócikk ezen változatának fordításán alapul.  Az eredeti cikk szerkesztőit annak laptörténete sorolja fel. Ez a jelzés csupán a megfogalmazás eredetét és a szerzői jogokat jelzi, nem szolgál a cikkben szereplő információk forrásmegjelöléseként.